# Trabadelo
Trabadelo es un municipio y lugar español de la provincia de León, en la comunidad autónoma de Castilla y León. Se encuentra en la comarca de El Bierzo y cuenta con una población de 319 habitantes (INE 2024). Es uno de los municipios leoneses en los que se habla gallego.
Trabadelo pertenece al partido judicial de Ponferrada y comprende los núcleos de población de Moral de Valcarce, Parada de Soto, Pereje, Pradela, San Fiz do Seo, Sotelo, Sotoparada, Villar de Corrales y Trabadelo, capital del municipio.

## Geografía
Integrado en la comarca de El Bierzo, se sitúa a 142 kilómetros de la capital provincial. El término municipal está atravesado por la Autovía del Noroeste entre los pK 411 y 417, así como por la carretera nacional N-6.
Topográficamente presenta relieves suaves, con pequeñas ondulaciones de los interfluvios donde se elevan colinas, ascendiendo progresivamente hacia el norte. El río Valcarce es el principal cauce del municipio, recorriéndolo en dirección noroeste-sureste. El resto de la red hidrográfica lo componen cauces fluviales de menor entidad y otros intermitentes: río Barjas, río Pousadela y numerosos arroyos.
La altitud del territorio oscila entre los 1453 metros (pico de Loro) en el límite municipal con Balboa y Villafranca del Bierzo, cerca de la sierra de Ancares, y los 520 metros a orillas del río Valcarce. La localidad se alza a 590 metros sobre el nivel del mar.
| Noroeste: Balboa        | Norte: Balboa y Villafranca del Bierzo | Noreste: Villafranca del Bierzo            |
| Oeste: Vega de Valcarce |                                        | Este: Villafranca del Bierzo               |
| Suroeste: Barjas        | Sur: Corullón                          | Sureste: Corullón y Villafranca del Bierzo |

## Historia
Las primeras noticias de poblamiento humano en el municipio datan de la época romana, de la cual se encuentran restos de una antigua muralla romana en Parada de Soto, así como el yacimiento minero de Los Cáscaros, en Pradela, que fue una singular explotación a cielo abierto de la que los romanos trataron de extraer oro a través de una red de canales, todavía perceptible.
Posteriormente, ya en la Edad Media, el término de Trabadelo quedó incluido dentro del reino de León, en cuyo seno se habría acometido la repoblación de las localidades del municipio, y cuyos monarcas encuadraron a la localidad en la merindad de Aguiar.
En el siglo XV, con la reducción de ciudades con voto en Cortes a partir de las Cortes de 1425, Trabadelo pasó a estar representado por León, lo que le hizo formar parte de la provincia de León en la Edad Moderna, situándose dentro de esta en el partido de Ponferrada.
Finalmente, en la Edad Contemporánea, en 1821 Trabadelo fue una de las localidades que pasó a formar parte de la provincia de Villafranca, si bien al perder esta su estatus provincial al finalizar el Trienio Liberal, en la división de 1833 Trabadelo quedó adscrito a la provincia de León, dentro de la Región Leonesa.

## Demografía
Cuenta con una población de 319 habitantes (INE 2024).
| Gráfica de evolución demográfica de Trabadelo entre 1842 y 2021                                                       |
| |
| Población de derecho según los censos de población del INE. Población de hecho según los censos de población del INE. |

### Núcleos de población
El municipio se divide en varios núcleos de población, que poseían la siguiente población en 2017 según el INE.
| Núcleo de población | Población |
| ------------------- | --------- |
| Trabadelo           | 103       |
| Pradela             | 69        |
| San Fiz do Seo      | 34        |
| Pereje              | 33        |
| Moral de Valcarce   | 30        |
| Sotoparada          | 25        |
| Parada de Soto      | 22        |
| Sotelo              | 21        |
| Villar de Corrales  | 15        |

## Economía
La ganadería y la agricultura continúan siendo a día de hoy sus ejes principales, sobre todo la agricultura, la ganadería va perdiendo un mayor peso ligado al envejecimiento de la población. 
Destaca la ganadería vacuna, porcina, ovina, caprina. 
En la agricultura destacan verduras y hortalizas (berza, tomate, lechuga, patata), y en menor medida cereales (trigo y cebada).
La castaña es uno de los productos estrella en todo el municipio. A finales de septiembre comienza la temporada de recogida de la castaña, que puede prolongarse hasta inicios de diciembre. Es una fuente importante de empleo en la actualidad. Hay varias empresas que se dedican al comercio de la castaña en el municipio.
La matanza es otra de las actividades tradicionales de Trabadelo. El mes de diciembre, normalmente durante la primera quincena, se celebra esta tradicional actividad. La matanza del cerdo, uno o varios, para alimentarse todo el año. Al igual que en el resto de la comarca berciana, el botillo es su embutido estrella.

## Cultura

### Patrimonio inmaterial
En la capital del municipio, Trabadelo, el patrón es San Nicolás de Bari. Antiguamente se celebraban fiestas en su honor, pero posteriormente y paulatinamente se fueron sustituyendo por las fiestas que hoy se toman como patronales, las dedicadas a Santo Tirso.
Acostumbran a durar 2 o 3 días (último fin de semana de enero), en los que los bailes con orquestas, comidas tradicionales, vinos y actividades infantiles, son los ejes principales.
En los años 90, y primeros años de los 2000, se celebraron fiestas en verano, aprovechando que es la época del año en la que Trabadelo cuenta con mayor número de visitantes.
En época más reciente se celebra un festival de música folk bajo el nombre de Trabafesta, que incluye en su cartel a grupos de música celta.
En las pedanías de Trabadelo también se celebran fiestas, normalmente en verano y acostumbran a durar 2 días.

### Camino de Santiago
El Camino de Santiago pasa por Trabadelo en su tramo francés. Ha servido para dinamizar la economía municipal, ya que con el camino como eje se han creado numerosos establecimientos para acoger a los numerosos peregrinos que deciden hacer un alto en el camino.